# Philodryas tachymenoides
Philodryas tachymenoides är en ormart som beskrevs av Schmidt och Walker 1943. Philodryas tachymenoides ingår i släktet Philodryas och familjen snokar. Inga underarter finns listade i Catalogue of Life.
Arten listas ibland i släktet Incaspis.
Denna orm förekommer i södra Peru och norra Chile. Arten lever i låglandet och i bergstrakter upp till 3350 meter över havet. Philodryas tachymenoides vistas i öknar och i regioner som domineras av växter från tillandsiasläktet. Honor lägger ägg.
Några exemplar dödas av människor som inte vill ha ormar nära sin bostad. IUCN listar arten som livskraftig (LC).